# Knoll von Dornhof

Wappen der Gemeinde Eppan, das in anderer Tingierung dem Wappen der Knoll von Dornhof entspricht.

Knoll von Dornhof war der Name einer geadelten Bozner Kaufmannsfamilie.

## Geschichte

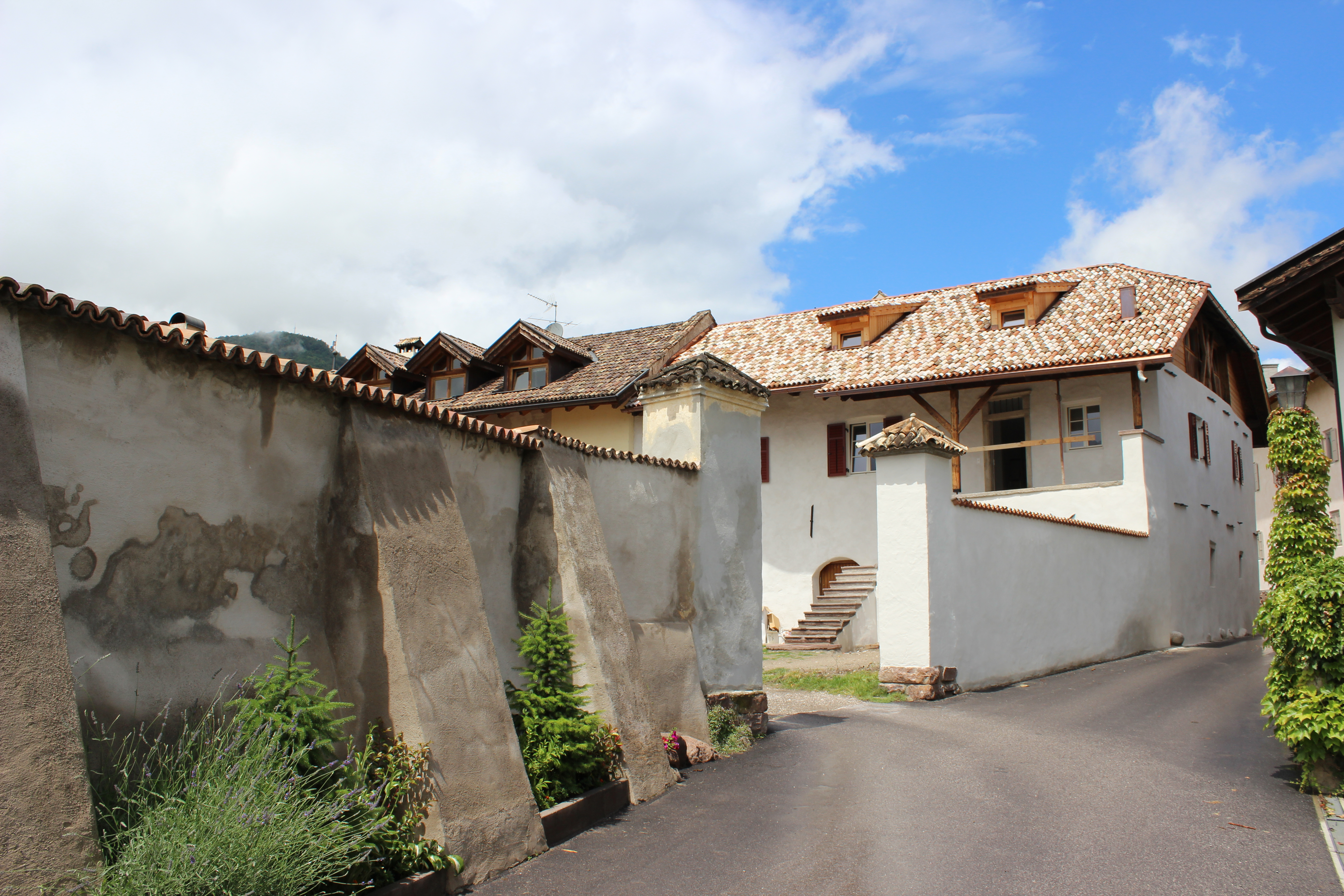
Oberer Dornhof in Missian

Am 11. Mai 1587 erlangten die Brüder Gabriel und Moritz Knoll in Innsbruck vom Tiroler Landesfürsten Erzherzog Ferdinand II. einen sonst nicht näher beschriebenen Wappenbrief. Die geadelte Linie Knoll von Dornhof begründete der Advokat in Bozen Johann Baptist Knoll, der ursprünglich aus Lana stammte. Dessen Sohn Peter Paul Knoll († 1769) erhielt 1763 das Bürgerrecht von Bozen. Joseph Anton Valentin Knoll gründete am Obstmarkt eine eigene Handelsgesellschaft. Dessen Sohn, der Jurist, Gerichtsadvokat und Kreis-Fiskal in Bozen Dr. jur. Johann Melchior Knoll, erhob der bayerische Kurfürst Karl Theodor als Reichsvikar am 24. September 1790 in München mit dem Prädikat "von Dornhof und Hoheneppan" in den Reichsritterstand. Erster Namen bezog sich auf den Wohnsitz Dornhof in Missian und letzter Namen auf die Burg Hocheppan, von der das Wappen übernommen wurde. Am 13. Mai 1794 erfolgte mit dem Prädikat "Edler von Dornhof" eine erneute Adelsverleihung. Der Bruder von Johann Melchior war der Stadtrat und Handelsmann Anton Knoll. Maria Anna Knoll (1763–1806) heiratete den Jurist und späteren Appellations- und Hofrat der obersten Justizstelle, sowie Präsident des Oberappellationsgerichtshofes Andreas Alois Di Pauli von Treuheim. Der Sohn von Johann Melchior, Dr. jur. Theodor Knoll von Dornhof bekleidete von 1854 bis 1864 das Amt des Bezirkshauptmanns von Bozen. Mit seinem Bruder, dem am 24. Juni 1859 in der Schlacht von Solferino gefallenen k. k. Leutnant Theodor Knoll von Dornhof, ist die Familie im Mannesstamm erloschen.